# 芦花竹
芦花竹（学名：Shibataea hispida）为禾本科倭竹属下的一个种。别名毛倭竹。

## 扩展阅读
- 維基物種上的相關：芦花竹